# Maidanez (cântec de Puya)
Maidanez este un single din 2012 al rapper-ului Puya, în colaborare cu artiștii Doddy, Posset și Alex Velea, și producătorul Mahia Beldo. Piesa a fost promovată în Europa prin intermediul caselor de înregistrări Cat Music și Roton.

## Lansări și clasamente
Piesa „Maidanez” urma să fie lansat la data de 12 februarie 2006, dar din probleme personale, promovarea a fost amânata de multe ori. Piesa s-a bucurat de succes în România, intrând pe prima poziție în topul postului de radio Underground FM. În 2013 pe site-ul oficial al lui FreakaDaDisk a aparut o versiune remixata intitulată "Maidanez (Underground Remix- Don't let the music die)".

## Evoluția în clasamente
| Clasamentul (2012)              | Poziția maximă |
| ------------------------------- | -------------- |
| Alfa Radio                      | 5              |
| Bulgaria Singles Top 40 Hip Hop | 2              |
| Eska Fm                         | 1              |
| European MTV Rap chart          | 4              |
| Kiss FM Fresh Top 40            | 1              |
| Mad Tv Bulgaria                 | 1              |
| Maxima Fm Top 5                 | 1              |
| Nielsen Airplay Chart           | 10             |
| Number One Fm Turkey            | 2              |
| Radio 21                        | 1              |
| Radio Zu                        | 1              |
| Romanian Top 100                | 1              |
| Underground FM                  | 3              |
| Billboard 200                   | 199            |